# لیگ دسته اول فوتبال قبرس
 لیگ دسته اول فوتبال قبرس  (به یونانی: Πρωτάθλημα Α' Κατηγορίας)، (به ترکی استانبولی: Kıbrıs Birinci Ligi) معتبرترین لیگ فوتبال در کشور قبرس است که از سال ۱۹۳۴ تاکنون برگزار می‌شود. این لیگ از ۱۴ تیم که از سراسر جزیره قبرس در آن شرکت می‌کنند برگزار می‌شود.
باشگاه فوتبال آپوئل با ۲۹ قهرمانی پرافتخارترین تیم این سری مسابقات به حساب می‌آید.

## پرافتخارترین باشگاه‌ها
| باشگاه              | قهرمانی |
| ------------------- | ------- |
| آپوئل               | ۲۹      |
| اومانیا             | ۲۱      |
| آنورتوسیس فاماگوستا | ۱۳      |
| لیماسول             | ۶       |